# 笠原秀幸
笠原 秀幸（かさはら ひでゆき、1983年4月29日 - ）は、日本の俳優。東京都出身。血液型A型、身長は174cm。日本大学高等学校・中学校卒業、日本大学芸術学部中退。所属事務所はトライストーン・エンタテイメント。妻は元AKB48・SKE48・NGT48メンバーで女優の北原里英。

## 略歴
- 1995年NHK日中共同制作ドラマ『大地の子』の主人公、陸一心（上川隆也）の少年時代役でデビュー。
- 2010年、フジテレビ系月9ドラマ『夏の恋は虹色に輝く』やTBS系ドラマ『獣医ドリトル』に出演。
- 2021年9月29日、元AKB48・SKE48・NGT48メンバーで女優の北原里英との結婚を発表した[1][2]。

## 人物
- 子役時代はラパンメイツに所属していた[3]。
- 事務所の先輩にあたる小栗旬とは、昔から仲が良い。また、小栗を含め、同じ事務所に所属する俳優とは仲が良く、ブログにも何回か登場している[4]。
- 嵐の松本潤とは『夏の恋は虹色に輝く』での共演がきっかけで親しくなった。以前も、小栗の自宅で何回か顔を合わせていたが、松本はドラマで共演するまで、彼が俳優と知らなかったという。
- 井上真央とは中学生の時から仲が良く、共演するドラマの撮影現場では、よく井上のいたずらの被害に遭っている。
- “ハンバサダー(ハンバーグ大使)”。俳優界きってのハンバーグマニア。

## 出演

### テレビドラマ
- 花王ファミリースペシャル『鬼ユリ校長、走る!〜友達なんかいらない〜』（1994年・1995年、関西テレビ）
- 月曜ドラマシリーズ『君を想うより君に逢いたい』（1995年4月 - 6月、フジテレビ）
- BLACK OUT（1995年10月7日 - 1996年3月30日、テレビ朝日）
- NHK開局70周年記念日中共同制作ドラマ『大地の子』（1995年11月 - 12月、NHK） - 松本勝男（陸一心 少年時代） 役
- 新幹線'97恋物語（1997年、TBS）
- ドラマ新銀河『初婚・再婚』（1997年6月 - 7月、NHK） - 国分秋生 役
- びんぼう同心御用帳 第5話「乱入!アブナ絵を売る悪童!!」（1998年7月 - 9月、テレビ朝日・東映） - 銀次郎 役
- 火曜サスペンス劇場『当番弁護士』第7作「団地から身を投げた少女を殺したと言い張る15歳の少年の切ない純情」（1999年2月16日、日本テレビ）
- 連続テレビ小説（NHK）
  - すずらん（1999年4月 - 10月） - 常盤鉄男（少年期）役
  - とと姉ちゃん（2016年6月 - ） - 富樫隆彦 役
- プリズンホテル（1999年4月 - 6月、テレビ朝日）
- 新・俺たちの旅 ver.1999 第2話（1999年7月10日、日本テレビ）
- 金曜時代劇『しくじり鏡三郎』（1999年4月 - 9月、NHK）
- 三匹が斬る! 第6話（2002年5月20日、テレビ朝日）
- 月曜ミステリー劇場『早乙女千春の添乗報告書14 奥飛騨・下呂湯けむりツアー殺人事件』（2003年6月16日、TBS）
- 永遠の恋物語 阿部定と吉蔵（2004年1月 - 3月、朝日放送）
- 金曜時代劇『御宿かわせみ 〜第二章〜』（2004年4月2日 - 7月23日、NHK）
- 銭形平次 第1シリーズ第2話（2004年4月12日、フジテレビ） - 幸助 役
- 家栽の人 スペシャル（2004年10月20日、TBS）
- こちら本池上署 第4シリーズ第4話・9話（2004年11月8日・12月13日、TBS） - 坂根大樹 役
- ごくせん 第2シリーズ第2話（2005年1月22日、日本テレビ） - 渋谷 役
- おみやさん（テレビ朝日）
  - 第4シリーズ第2話（2005年4月27日） - 倉田海人 役
  - 第6シリーズ第14話（2009年3月12日） - 江坂亮一 役
- NHKスペシャル 終戦60年企画『望郷』（2005年5月7日、NHK）
- ホーリーランド（2005年4月2日 - 6月25日、テレビ東京）
- 恋する日曜日 セカンドシリーズ 第15話「卒業」（2005年7月10日、BS-i） - 油谷太一郎 役
- 刑事部屋〜六本木おかしな捜査班〜 第4話（2005年7月27日、テレビ朝日） - 勝又俊介 役
- 金曜ナイトドラマ『はるか17』（2005年7月 - 9月、テレビ朝日）
- 金曜エンタテイメント「所轄刑事2〜必死の生活安全課〜」（2005年12月2日、フジテレビ） - 日比野淳一 役
- 新・京都迷宮案内3 第8シリーズ第4話（2006年2月2日、テレビ朝日） - 宮元健 役
- 弁護士のくず 第10話（2006年6月15日、TBS） - 金田英輔 役
- ドラマ30『がきんちょ〜リターン・キッズ〜』（2006年7月 - 9月、毎日放送） - 田丸謙 役
- 水曜ミステリー9（テレビ東京）
  - 「多摩南署たたき上げ刑事・近松丙吉6 仰角の写真」（2006年10月4日）
  - 「犯罪科学分析室 電子の標的」（2015年5月13日） - 西方彰 役
- 新・科捜研の女 第8話（2008年6月12日、テレビ朝日） - 折口謙人 役
- 帽子（2008年8月2日、NHK広島放送局開局80周年ドラマ） - 春平（青年時代） 役
- 第20回記念フジテレビヤングシナリオ大賞『戦士の資格』（2008年12月29日、フジテレビ） - 太田健 役
- 土曜ドラマ『リミット-刑事の現場2-』第1話（2009年7月11日、NHK）
- 相棒（テレビ朝日）
  - season8 第3話（2009年10月28日） - 野村弘 役
  - season12 第14話（2014年2月5日） - 上野拓馬 / 児玉則彦 役
  - season17 第13話（2019年1月30日） - 柴田 役
- NHK大河ドラマ 龍馬伝 第11話（2010年3月14日、NHK） - 池田虎ノ進 役
- 夏の恋は虹色に輝く（2010年7月-9月、フジテレビ） - 植野慶太 役
- 獣医ドリトル（2010年10月-12月、TBS） - 土門勇蔵 役
- 遺留捜査 第9話（2011年6月8日、テレビ朝日） - 桐原俊一 役
- P&Gパンテーンドラマスペシャル『フォルティッシモ―また逢う日のために―』（2011年9月24日、BSフジ） - 南康介 役
- DOCTORS〜最強の名医〜 第4話（2011年11月17日、テレビ朝日） - 野々村彰人 役
- 運命の人（2012年1月-3月、TBS） - 仲村明 役
- ステップファザー・ステップ 第3話（2012年1月23日、TBS） - 板倉裕之 役
- スペシャルドラマ ブラックボード〜時代と戦った教師たち〜 第2夜（2012年4月6日、TBS） - 中村三男 役
- Answer〜警視庁検証捜査官 最終話（2012年6月13日、テレビ朝日） - 吉高千文 役
- トッカン 特別国税徴収官（2012年7月-9月、日本テレビ） - 釜地亨 役
- TOKYOエアポート〜東京空港管制保安部〜（2012年10月-12月、フジテレビ） - 田中和也 役
- 金曜プレステージ（フジテレビ）
  - 「悪女たちのメス episode2」（2012年12月21日） - 相馬孝明 役
  - 「屍活師〜女王の法医学〜」（2013年9月27日） - 笠井和磨 役
- 潜入探偵トカゲ 第2話（2013年4月25日、TBS） - 二宮健吾 役
- BAD BOYS J（2013年4月 - 6月、日本テレビ） - 石本千春 役
- タンクトップファイター（2013年4月-6月、TBS） - 有村郷平 役
- 京都地検の女 第9シリーズ 第2話（2013年7月25日、テレビ朝日） - 北島芳樹 役
- 世にも奇妙な物語 2013年 秋の特別編「仮婚」（2013年10月29日） - 雄一 役
- ミス・パイロット 第3話（2013年10月29日） - 畑中 役
- 土曜ワイド劇場「終着駅の牛尾刑事VS事件記者・冴子13 家族の食卓」（2013年12月28日、テレビ朝日） - 白崎透 役
- 金田一少年の事件簿 獄門塾殺人事件（2014年1月4日、日本テレビ） - 堂島耕平 役
- さんすう刑事ゼロ 第16話（2014年1月6日、NHK Eテレ） - 鳥山和樹 役
- 金曜プレステージ新春特別企画 HAMU －公安警察の男－ （2014年1月10日、フジテレビ） - チャーリー 役
- SMOKING GUN〜決定的証拠〜（2014年4月-6月、フジテレビ） - 井川 役
- 警視庁捜査一課9係 season9 第1話（2014年7月9日、テレビ朝日） - 前田卓也 役
- 水球ヤンキース（2014年7月-9月、フジテレビ） - 加東浩介 役
- ST 赤と白の捜査ファイル 第5話 (2014年8月13日、日本テレビ） - 上原毅彦 役
- ドラマ10『聖女』（2014年8月 - 9月、NHK） - 白井久雄 役
- 24時間テレビスペシャルドラマ「はなちゃんのみそ汁」（2014年8月30日、日本テレビ）
- SAKURA〜事件を聞く女〜 第2話（2014年10月27日、TBS） - 三嶋一宏 役
- ビンタ!〜弁護士事務員ミノワが愛で解決します〜 第9話（2014年11月27日、読売テレビ） - 尾美 役
- ウロボロス〜この愛こそ、正義。 第4話（2015年2月2日、TBS） - 中嶋春樹 役
- 銭の戦争 第8話・10話（2015年2月24日・3月10日、フジテレビ） - フリーライター 役
- 学校のカイダン 第8話（2015年2月28日、日本テレビ）
- 天使と悪魔-未解決事件匿名交渉課- 第5話（2015年5月8日、テレビ朝日） - 古川雄一 役
- 医師たちの恋愛事情 第7話（2015年5月21日、フジテレビ） - 星野 役
- アカギ（2015年7月17日 - 9月18日、BSスカパー!） - 鈴木 役
- 花咲舞が黙ってない 第2シリーズ 第6話（2015年8月12日、日本テレビ） - 江藤尚人 役
- お迎えデス。 第2話（2016年4月30日、日本テレビ） - 安田努 役
- 模倣犯（2016年9月21日 - 22日、テレビ東京） - 田川一義 役
- 嫌われる勇気 第2話（2017年1月19日、フジテレビ） - 竹内順平 役
- スーパーサラリーマン左江内氏 第4話（2017年2月4日、日本テレビ） - 遭難船の男 役
- 今からあなたを脅迫します 第6話 - 第9話（2017年11月26日 - 12月17日、日本テレビ） - 高ノ森浪 役
- コウノドリ 第2シリーズ 第6話（2017年11月17日、TBS） - 神谷久志 役
- 幕末グルメ ブシメシ!2（2018年1月10日 - 2月21日、NHK BSプレミアム） - 原田宗太郎 役
- NHKスペシャル未解決事件「赤報隊事件」（2018年1月27日、NHK） - 小尻知博記者 役
- BG〜身辺警護人〜 第6話（2018年2月22日、テレビ朝日）- 福永幸生 役
- 正義のセ 第6話（2018年6月23日、日本テレビ） - 神蔵守 役
- シグナル 長期未解決事件捜査班 第8話（2018年5月29日、関西テレビ） - 倉木刑事 役
- ブラックスキャンダル 第5話（2018年11月1日、読売テレビ） - 久保寺徹 役[5][6][7]
- 駐在刑事 第3話（2018年11月2日、テレビ東京） ‐ 有馬保 役
- 遠藤憲一と宮藤官九郎の勉強させていただきます（2018年11月12日 - 12月24日）- 田所役
- 犬神家の一族（2018年12月24日、フジテレビ） - 犬神佐武 役
- 世にも奇妙な物語 雨の特別編 「人間の種」（2019年6月8日、フジテレビ） - 遠藤太一 役
- 特捜9 season2 最終話（2019年6月26日、テレビ朝日）- 村野真法 役
- だから私は推しました（2019年7月27日 - 9月14日、NHK総合） - 瓜田勝 役
- 監察医 朝顔 第10話・最終話（2019年9月16日 - 23日、フジテレビ） - 赤井啓介 役
- チート〜詐欺師の皆さん、ご注意ください〜 第5話（2019年10月31日、日本テレビ） - 勢野勇一 役
- このミステリーがすごい! 大賞ドラマシリーズ 第3弾『死亡フラグが立ちました!』（2019年10月25日 - 、関西テレビ放送）- 橋元役
- 彼らを見ればわかること（2020年1月11日 - 2月29日、WOWOW） - 駒宮亮平 役
- ワケあって火星に住みました〜エラバレシ4ニン〜 最終話（2020年2月29日、WOWOW） - 高橋 役
- レンタルなんもしない人のなんもしなかった話 第4話（2020年4月29日、テレビ東京） - 京野健太 役
- 刑事7人 SEASON6 第1話 - 第2話・第9話 - 最終話（2020年8月5日･12日･9月30日、テレビ朝日） - 加山一彦 役
- 月曜プレミア8『嫌われ監察官 音無一六6』（2020年） - 飯島和也 役
- レッドアイズ 監視捜査班 第2話 - 第4話（2021年1月30日 - 2月13日、日本テレビ） - 島原信嗣 役
- ナイト・ドクター（2021年） - 鮎川聡 役
- イタイケに恋して 第3話（2021年7月15日 、読売テレビ） - 悠也、聖里矢 役
- 顔だけ先生（2021年10月9日 - 、東海テレビ） - 藤嶋啓介 役
- 婚姻届に判を捺しただけですが（2021年10月19日 - 12月21日、TBS） - 坂原証 役[8][9]
- 正直不動産 第2話（2022年4月12日、NHK） - 三浦光一 役
- 家政夫のミタゾノ 第5シリーズ 第1話（2022年4月22日、テレビ朝日） - 清守修 役[10]
- スターチャンネル オリジナルドラマプロジェクト「5つの歌詩（うた）」EPISODE 03『TRUE, BABY TRUE.』（2022年8月4日、スターチャンネルEX / 9月10日、BS10スターチャンネル） - 桜田直樹 役
- Sister（2022年10月20日 - 、読売テレビ） - 大島武夫 役[11][12]
- 大病院占拠 第1話 - 第4話（2023年1月14日 - 2月4日、日本テレビ） - 土佐大輔 役[13]
- ホスト相続しちゃいました（2023年4月18日 - 7月4日、関西テレビ・フジテレビ） - GAKU 役[14]
- 合理的にあり得ない 〜探偵・上水流涼子の解明〜 第3話（2023年5月1日、関西テレビ・フジテレビ系） - 本藤仁志 役
- やわ男とカタ子（2023年放送予定、テレビ東京） - 細谷直広 役[15]
- THE MYSTERY DAY〜有名人連続失踪事件の謎を追え〜（2023年10月7日、日本テレビ） - ギャロ 役[16]
- ギフテッド Season2（2023年10月14日 - 、WOWOW） - 大久保正二 役[17]
- こんなところで裏切り飯 第5話（2024年2月16日、中京テレビ） - 小野寺賢一 役[18]
- 9ボーダー 第９話、最終話（2024年６月14日、6月21日、TBS） -清水義則 役
- しょせん他人事ですから 〜とある弁護士の本音の仕事 第1話・第2話（2024年7月19日・26日、テレビ東京） - 木下浩之 役[19]
- 怖れ（2024年8月16日 - 、CBCテレビ） - 滝野浩一 役[20]
- 離婚弁護士 スパイダー〜慰謝料争奪編〜 第6話（2024年11月9日、日本テレビ） - 朝倉渉 役[21]
- 法廷のドラゴン 第6話（2025年2月21日、テレビ東京） - 宇津木松彦 役[22]
- PJ 〜航空救難団〜 第6話・第7話（2025年5月29日・6月5日、テレビ朝日） - 松井透 役[23]
- 天久鷹央の推理カルテ 最終回（2025年6月24日、テレビ朝日） - 金沢隆太 役[24]
- 殺した夫が帰ってきました（2025年7月11日 - 、WOWOW） - 穂高一臣 役[25]
- DOCTOR PRICE 第3話 - （2025年7月27日 - 、読売テレビ・日本テレビ） - 廣野勝久 役[26]
- 明日はもっと、いい日になる 第6話（2025年8月11日、フジテレビ）-小坂尊（出入国在留管理局 入管職員）役
- シミュレーション 〜昭和16年夏の敗戦〜（2025年8月16日・17日、NHK総合） - 宮本達夫 役[27]

### 映画
- 遥かな時代の階段を（1995年、監督：林海象） - 少年時代の濱マイク 役
- わが心の銀河鉄道 -宮沢賢治物語-（1996年、監督：大森一樹） - 賢治の弟 役
- 瀬戸内ムーンライト・セレナーデ（1997年、監督：篠田正浩） - 恩田圭太 役
- 新生 トイレの花子さん（1998年、監督：堤幸彦） - 柏木浩輔 役
- MABUI（1999年、監督：松本泰生） - 金城清秀 役[28]
- あつもの（1999年、監督：池端俊策） - 村の少年 役
- 梟の城（1999年、監督：篠田正浩） - 京の刀鍛冶の少年 役
- GTO（1999年、東映、監督：鈴木雅之） - 市川楽 役
- ブギーポップは笑わない Boogiepop and Others（2000年、監督：金田龍） - 田中志郎 役
- 三文役者（2000年、監督：新藤兼人） - 安夫（殿山泰司の息子） 役
- リリイ・シュシュのすべて（2001年、監督：岩井俊二） - 清水恭太 役
- アカルイミライ（2001年、監督：黒沢清） - シン 役
- 花とアリス（2004年、監督：岩井俊二） - AD 役
- スクールウォーズ・HERO（2004年、監督：関本郁夫） - 坂口 役
- Fourtune（2005年、監督：神酒大亮） - 裕誌 役
- 亡国のイージス（2005年、監督：阪本順治） - 宮津隆史 役
- 渋谷怪談 THE リアル都市伝説（2006年、監督：福谷修）
- 幸福のスイッチ（2006年、監督：安田真奈） - 牧村耕太 役
- クローズZERO II（2009年、監督：三池崇史） - 鈴蘭男子高校生徒 役
- ちゃんと伝える（2009年、監督：園子温）
- BANDAGE（2010年、監督：小林武史） - ケンジ（山根健児） 役
- 宇宙兄弟（2012年、監督：森義隆）
- 天地明察（2012年、監督：滝田洋二郎） - 土御門泰福 役
- 謝罪の王様（2013年、監督：水田伸生） - 南部のマネージャー 役
- HK 変態仮面（2013年、監督：福田雄一）
- ジャッジ!（2014年、監督：永井聡）
- 君と100回目の恋（2017年2月4日、監督：月川翔） - セトフェスMC 役
- 斉木楠雄のΨ難（2017年10月21日、監督：福田雄一） - 灰呂杵志 役
- ゾッキ（2021年4月9日公開、監督：竹中直人、山田孝之、斎藤工） - 足立役
- 茜色に焼かれる（2021年5月21日、監督：石井裕也） - 斉木 役
- とべない風船（2023年1月6日、監督：宮川博至）- 高野潤 役
- 月（2023年10月13日、監督：石井裕也）- 水谷 役[29]
- キリエのうた（2023年10月13日、、監督：岩井俊二） - 松坂珈琲 役[30]
- 愛にイナズマ（2023年10月27日、監督：石井裕也）
- 逃走中 THE MOVIE:TOKYO MISSION（2024年7月19日、監督：西浦正記） - ヨシナガ 役[31]
- 本心（2024年11月8日、監督：石井裕也）

### 舞台
- JIRO-CHO
- 世界の中心で、愛をさけぶ
- デンキ島
- Versus
- メモリーズ 2
- ダブルブッキング
- 宇宙船ドリーム号（2017年9月21日 - 10月1日、東京芸術劇場シアターウエスト） - クルピロ 役
- 僕らの深夜高速

### テレビ
- GTOの奇跡!
- 世界ウルルン滞在記
- SAVE THE FUTURE エコレゾTV
- さんすう刑事ゼロ　第９話

### ラジオ
- 青春アドベンチャー （NHK-FM）
  - 「今夜は眠れない」（1996年12月2日 - 13日）[32]
  - 「夢にも思わない」（1997年10月6日 - 17日）[33]
  - 「虹を操る少年」 （1998年1月5日 - 16日）[34]
- FMシアター（NHK-FM）
  - 「空也上人がいた」（2011年9月3日）[35]
  - 「地上5センチのアンチヒーロー」（2021年1月30日）[36]
- SOUNDS OF STORY〜ASADA JIRO LIBRARY〜 「若鷲の歌」（2014年6月28日、J-WAVE）[37]
- 渋谷×文化ラジオ 勝地涼×笠原秀幸「ほっとけない金曜日」（2017年10月3日 - 2018年3月29日、文化放送） - 金曜パーソナリティ[38]

### CM
- ハウス食品 『鳥五目ごはん』
- 公文式
- NISSAN 『ルネッサ』
- durex 『コンドーム』

### 配信ドラマ
- あなたの番です〜扉の向こう〜『301号室』
- 戦国サウナ（2023年11月13日 - 、YouTube） - 豊臣秀吉 役[39]

### ミュージック・ビデオ
- ケツメイシ / 君との夏
- KEYTALK / 少年